# 圓鱗鰧
圓鱗鰧为輻鰭魚綱鱸形目瞻星魚科的其中一種。

## 分布
本魚分布於西印度洋區，包括肯亞、馬達加斯加、模里西斯、莫三比克、留尼旺、南非、塞席爾群島、坦尚尼亞等海域。

## 深度
水深60至300公尺。

## 特徵
本魚頭大，體延長。背鰭2枚，具呼吸瓣。體呈灰色或褐色，背面有圓的灰白斑點；第一背鰭黑色且有灰白色邊緣；胸鰭略呈灰色有灰白的邊緣。背鰭硬棘4至5枚；背鰭軟條13枚；臀鰭軟條13至14枚。體長可達33公分。

## 生態
本魚棲息於沙泥底海域，屬小型底棲性肉食魚類，常將身體埋於沙中，僅露出眼睛，以口腔的皮瓣引誘和補食其他小魚及底棲性生物。

## 經濟利用
可食用，味劣。具有毒棘，易傷人。

## 扩展阅读
維基物種上的相關：圓鱗鰧